# رئاسة نيلسون مانديلا
رئاسة نيلسون مانديلا (1994-1999) كانت جزءا من تتويج نضالات شعب جنوب أفريقيا ضد نظام الفصل العنصري «الأبارتيد» الذي بدأ يتفكك. أنتخب نيلسون مانديلا رئيسا لجنوب أفريقيا في 1994، وهو المحامي والناشط ضد الأبارتيد والسجين السياسي السابق. كانت تلك سابقة في تاريخ البلاد، حيث كان أول شخص من الملونين يشغل هذا المنصب وأكبر كل الرؤساء سنا (75 سنة عند توليه المنصب). شغل نيلسون مانديلا منصب الرئيس لعهدة رئاسية واحدة انتهت في 14 يونيو 1999.

## السياسة الداخلية

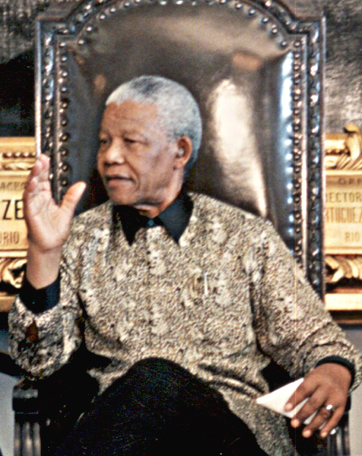
الرئيس نيلسون مانديلا في برازيليا، البرازيل، يوليو 1998.

في أول انتخابات عامة متعددة الأعراق في 27 أبريل 1994، كان فوز حزب المؤتمر الوطني الأفريقي ساحقا قرب نسبة الثلثين (62.6٪ من الأصوات)، وانتخب نيلسون مانديلا رئيس لجمهورية جنوب أفريقيا. وفي خطاب ألقاه في 2 مايو قال: «free at last - حر أخيرا» اقتبسها من مارتن لوثر كينغ. أدى نيلسون مانديلا اليمين في مباني الاتحاد في بريتوريا في 10 مايو 1994أمام جمع غفير من قادة سياسيين دوليين مثل آل غور وفيدل كاسترو. ترأس أول حكومة غير عنصرية في البلاد، شكلت حكومة وحدة وطنية بين حزب المؤتمر الوطني الأفريقي والحزب الوطني وحزب انكاثا للحرية وحزب الزولو. وكان له نائبين اثنين للرئيس هما ثابو مبيكي (ANC) وفريدريك دي كليرك (NP). في خطاب توليه الرئاسة، احتفل مانديلا بنهاية نظام الفصل العنصري والذي منه «يجب ان يولد مجتمع تفتخر به البشرية جمعاء»، عودة جنوب أفريقيا في المجتمع الدولي والمحبة المشتركة للبلاد والمساواة العرقية هي دعائم « أمة قوس قزح تعيش في سلام مع نفسها ومع العالم». تحدث أيضا عن التحديات في عهدته الرئاسية من مكافحة الفقر والتمييز مذكرا أنه «ليس هناك طريق سهل للحرية». وصار 27 أبريل هو يوم عطلة في جنوب أفريقيا، «يوم الحرية».
ابتداء من عام 1996، ترك مانديلا لثابو مبيكي الإدارة اليومية للبلاد وفي ديسمبر 1997 تنازل عن رئاسة حزب المؤتمر الوطني الأفريقي، ما سمح بانتقال سلس للسلطة، وساهم في الاستقرار السياسي للبلد والحفاظ على صورتها الجيدة دوليا. عندما غادر نيلسون مانديلا الحكم وهو يناهز 81 في تاريخ رمزي هو ذكرى اضطرابات سويتو، فإنه ترك صورة لمقاوم كبير وقائد دولة ورجل عرف بقدرته على العفو. ترك ديمقراطية قوية ولكن أيضا مشاكل كبيرة لحلها هي حصاد فترة نظام الفصل العنصري من سوء المعاملة والإهمال. ترك لخليفته أقوى أقتصاديات أفريقيا ولكن اقتصاد راكد وخلل في المساواة هائل بين السود والبيض في كثير من الأحيان وضعف في التعليم ومعدل البطالة يصل 40٪. هو السياسي المعاصر الوحيد عالميا الذي تلقى الإشادة والإجماع وقدر من الاحترام والمودة.

### لجنة الحقيقة والمصالحة
وفقا لمفاوضات الفترة الانتقالية، أنشئت «لجنة الحقيقة والمصالحة»، برئاسة المطران الإنجليكاني وصاحب جائزة نوبل للسلام ديزموند توتو، من أجل جمع الشهادات حول الفظائع والجرائم التي ارتكبتها، في ظل نظام الفصل العنصري، قوات من الأمن تابعة للحكومة أو حركات التحرر مثل حزب المؤتمر الأفريقي. بالنسبة لديزموند توتو، «فلا مستقبل من دون مغفرة، ولكن من دون الاعترافات، فلا يمكن أن تكون هناك مغفرة».
والهدف من ذلك هو نوع من التنفيس، وأتيحت للناس والمجتمعات المصابة خلال الأحداث الماضية في البلاد فرصة المقارنة بين قراءات مختلفة للماضي وطي صفحة من هذا التاريخ المؤلم. وتم تشجيع مرتكبي العنف على الاعتراف مقابل العفو في حالة الاعترافات. في حالة عدم الإدلاء بالاعتراف أو رفض المثول أمام اللجنة، فيمكن الشروع في الإجراءات القانونية إذا توفر للسلطات ما يكفي من الأدلة لبدء الإجراءات. وعلى الصعيد القضائي، فإن عقوبة الإعدام، التي كان تطبيقها معلقا، فإن البرلمان أقدم على الغائها.
إذا كان عدد من رجال الشرطة والجنود، وأيضا من النشطاء المناهضين للفصل العنصري والناس العاديين قد قدموا اعترافات بجرائم، فإن قلة من كبار المسؤولين وقفوا أمام اللجنة. وفي حين وافق «أدريان فلوك»، الوزير السابق للقانون والنظام، على الظهور والتوبة، رفض ذلك بيتر ويليم بوتا الرئيس السابق ونائب الرئيس تابو إيمبيكي. لإعطاء المثال، وصف نيلسون مانديلا الفظائع التي ارتكبتها حزب المؤتمر الوطني الأفريقي، ولا سيما في أنغولا في سبعينيات القرن العشرين. واعترف في وقت لاحق، بأن حزب المؤتمر الوطني الأفريقي انتهك أيضا حقوق الإنسان أثناء نضاله ضد الفصل العنصري، وانتقد أيضا بعض العناصر من حزبه حاولوا حذف مقاطع من تقارير اللجنة في هذا الصدد. ترك مسار عملية لجنة الحقيقة والمصالحة أحيانا طعما مرا لعشرين ألف من ضحايا الفصل العنصري الذين أدلوا بشهادتهم، مثل اطلاق سراح المذنب فوتر باسون الملقب بـ «طبيب الموت»، وكذا عملية دفع التعويضات التي استغرقت سنوات. وعلى الرغم من كل هذا، فإن لجنة الحقيقة والمصالحة وطريقة مانديلا في «الحوار من دون إقصاء» أمثلة تدرس في أفريقيا.

### المصالحة الوطنية
رافعا لواء المصالحة الوطنية، سافر مانديلا إلى Orania لملاقاة أرملة هندريك فيرورد ونظم حفلة شاي في بريتوريا جمعت زوجات رؤساء الوزراء ورؤساء الدول مع زوجات السجناء السابقين في جزيرة روبن آيلاند.
شجع مانديلا السود في جنوب أفريقيا على دعم فريق لعبة الرغبي Springboks خلال نهائيات كأس العالم للرغبي 1995 التي جرت في البلاد. بعد الفوز، قدم مانديلا الكأس لقائد الفريق فرانسوا بينار، الأفريكاني. وكان مانديلا يرتدي قميصا يحمل رقم اللاعب بينار، واعتبر هذا الحدث رمزا للمصالحة بين السود والبيض في جنوب أفريقيا.
صدرت انتقادات من وسط حزب المؤتمر الوطني الأفريقي لسياسة الغفران والمصالحة تجاه البيض في جنوب أفريقيا: دعمه لـ Springboks بالكاد جرى السكوت عنه من بعض أنصاره السود، فضلا عن زيارته لبلدة Orania الأفريكانية المحافظة جدا حيث لا يسمح للسود بتواجد، من أجل زيارة أرملة منشئ قوانين الفصل العنصري الأكثر ظلما. من جانبهم، رأى الأفرقانيين من هذه القرية في هذه المصالحة وسيلة للقضاء على ثقافة بوير.
بالنسبة لمانديلا، لا يوجد سياسة أخرى ممكنة، خاصة وأن الجنرالات واليميني الأبيض كان يمكنهم عرقلة عملية السلام برمتها، بما في ذلك انتخابات سنة 1994. ولقيت سياسته قبولا من حزب المؤتمر الوطني الأفريقي. في حين اعتبر المجتمع الدولي هذه المصالحة نجاحا منعت وقوع حربا أهلية بين البيض والسود. · 

### إعادة البناء الاقتصادي

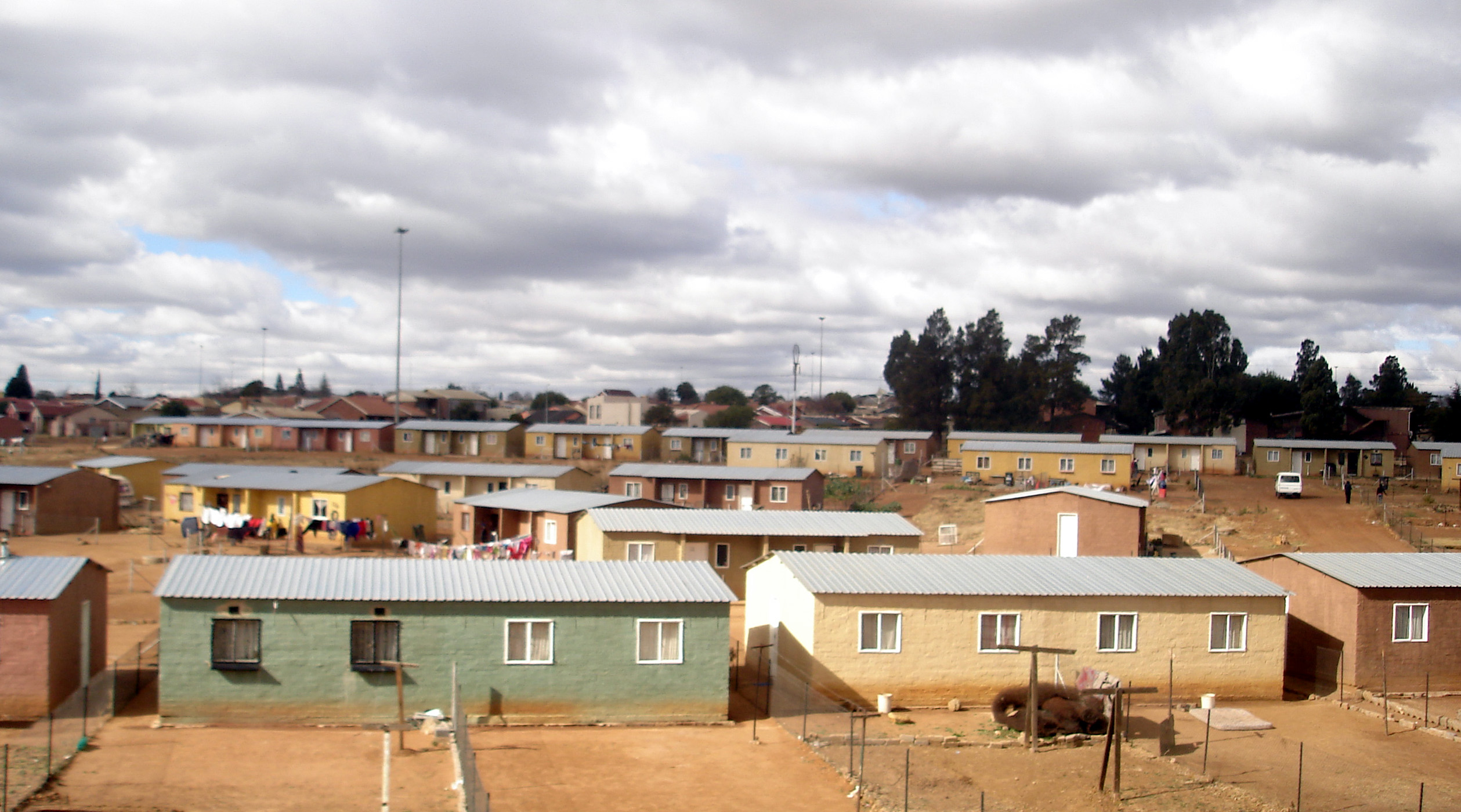
منازل بنيت ضمن برنامج إعادة الإعمار والتنمية (RDP) في سويتو.

كرس نيلسون مانديلا جهده أولا للمصالحة وخلق هوية وطنية جديدة لجنوب أفريقيا، تاركا مسؤولية الاقتصاد إلى وزير ومحافظ البنك المركزي من البيض قبل تكليف ثابو مبيكي. بدأت حكومة الوحدة الوطنية، في عام 1994، في تنفيذ «برنامج التعمير والتنمية» لمكافحة الآثار الاجتماعية والاقتصادية للفصل العنصري، مثل الفقر ونقص عام في الخدمات الاجتماعية، وهي مشاكل تتطلب، وفق الحكومة، بيئة الاقتصاد الكلي قوي.
قورن حجم البرنامج إلى أن من عملية «new Deal» التي قامت بها حكومة الولايات المتحدة خلال فترة الكساد الكبير ودعمتها كل الأحزاب السياسية.
بين عامي 1994 وأوائل عام 2001، وفقا لحكومة جنوب أفريقيا، بنيت أكثر من مليون ومئة ألف منزل بتكلفة منخفضة يمكن الحصول عليها بمساعدة حكومية، لإسكان خمسة ملايين جنوب أفريقي من أصل اثني عشر مليون ونصف المليون يعانون من إيواء سيئ.
من عام 1994 إلى عام 2000، حصل 4.9 مليون شخص، يعيش معظمهم في أكواخ تقليدية، على مياه شرب مأمونة وتم ربط 1.75 مليون مسكن بشبكة الكهرباء، وارتفع نسبة الأسر الريفية المزودة بالطاقة 12 من 42٪. في عام 1999، استفادت 39 ألف أسرة من برنامج الإصلاح الزراعي بتقاسم 3550 كيلومترا مربعا. ووفقا للحكومة، في أربع سنوات، تلقى 250 ألف شخصا قطع أرضية.
من أبريل 1994 إلى نهاية عام 1998، وفرت خمسمائة عيادات جديدة فرص للحصول على رعاية صحية إلى خمسة ملايين شخص، وابتداء من عام 1998، سمح برنامج للتطعيم ضد شلل الأطفال - التهاب الكبد من حماية ثمانية ملايين طفل في عامين. وفر بناء الطرق وشبكات الصرف الصحي والخزانات فرص عمل ل240 ألف خلال خمس سنوات. ومع ذلك تم انتقاد «برنامج التعمير والتنمية» لنوعية المنازل الرديئة حيث 30٪ منها لا تلبي المعايير،  ، أما التزويد بالمياه فيعتمد على الأنهار والسدود وتوزيعها مجانا على الفقراء في المناطق الريفية مكلف. كما أنه وزع فقط 1٪ من أراضي برنامج الإصلاح الزراعي.
في 1994، شكك اليسار الماركسي من حزب المؤتمر الوطني الأفريقي في الخيارات الاقتصادية لحكومة مانديلا بدعوى أنها لطمأنة المصالح الاقتصادية المحلية والأجنبية. استبعدت كل التغييرات الاقتصادية والاجتماعية الجذرية وفقا للمفاوضات الدستورية. فكانت خيبة أمل أنصار التأميم وإعادة توزيع الثروة. كما أعيب على مانديلا عدم الاستثمار بكثافة في الأشغال العامة ضمن برنامج لتحويل الاقتصاد خلال فترة رئاسته، خوفا من ظهور الشيوعية، عوضا عن ذلك لجأت الحكومة إلى وضع خطة لبناء مساكن تمولها مصارف خاصة في جنوب أفريقيا، وهذه الأخيرة لم تمنح التمويل للمقترضين السود والفقراء.

### الدستور الجديد لجنوب أفريقيا
في عام 1995، تم استبدال الدستور الانتقالي لعام 1993، الذي كتب خلال المفاوضات لإنهاء الهيمنة السياسية للبيض، بدستور جديد اعتمده البرلمان بالإجماع تقريبا من نواب في حزب المؤتمر الوطني الأفريقي والحزب الوطني. بعد فترة وجيزة، في 30 يونيو 1996، غادر وزراء من الحزب الوطني حكومة الوحدة الوطنية للالتحاق بالمعارضة. وأقرت قوانين للتفرقة الإيجابية ترامي إلى تعزيز التكامل الاقتصادي للسود.

### مكافحة الإيدز

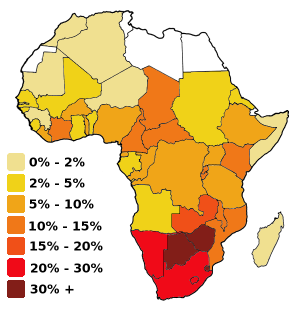
معدل الإصابة بفيروس الأيدز في أفريقيا بين البالغين الذين تتراوح أعمارهم بين 15 و 49، 1999. جنوب أفريقيا هي واحدة من أكثر البلدان تضررا.

انتقد القاضي ادوين كاميرون عدم فعالية سياسة حكومة نيلسون مانديلا في مجال مكافحة الإيدز.
اعترف مانديلا بعد فترة ولايته بانه فشل في واجبه تجاه بلاده بتخصيص المزيد من الانتباه لوباء الإيدز. · 
خلال فترة ولايته، تضاعفت النسبة المئوية للنساء الحوامل المصابة بالفيروس ثلاث مرات من 7,6 حتى 22,8٪، واللجنة الوطنية معدل انتشار فيروس نقص المناعة البشرية ومرض زهري مسح SOUTH AFRICA، تقرير 2007، ص. 9.</ref> ، وتقديرات عدد الوفيات سنويا تجاوزت عتبة مائة ألف في عام 1999. كتب مانديلا التمهيد لكتاب إدوين كاميرون المعنون شهود الإيدز في عام 2005. كان النظام الصحي غير قادر على مكافحة وباء الإيدز، ما أدى إلى تراجع متوسط العمر المتوقع في جنوب أفريقيا من 64,1 سنة إلى 53,2 سنة ما بين 1995-1998.

## السياسة الدولية
كانت دبلوماسية جنوب أفريقيا قد شهدت سيطرة بيك بوتا ولعهد طويل وموجهت عيها أساسا نحو الغرب وأفريقيا الجنوبية وتايوان، إلا أن انفتحت في عام 1994 على مجال أوسع بوجهة عالمية جديدة. تحديد أهداف السياسة الخارجية الجديدة صار في المقام الأول من اختصاص نيلسون مانديلا وثابو مبيكي وعزيز بهاد وزير الخارجية الجديد. في الأيام الأولى، كانت سياسة بريتوريا الأفريقية مترددة وتعاني من نقص في الخبرة نتيجة رحيل العديد من الدبلوماسيين، ساهمت في فشل العديد من محاولات الوساطة في أفريقيا. ومع ذلك، وبفضل «أول انتخابات ديمقراطية في مرحلة ما بعد الفصل العنصري» في جنوب أفريقيا، انتقلت الدولة من وضع العزلة الدبلوماسية الأكثر شمولا إلى «المثال الأخلاقي» للمجتمع الدولي.

### محاولات الوساطة الدولية
منذ بداية رئاسته، طلب من مانديلا التحكيم في العديد من النزاعات الأفريقية رغم رغبته في الاستمرار بلاده بالنأي عن نفسها من الصراعات الإقليمية. ومع ذلك، وافق على أن يكون الوسيط في عدة مفاوضات السلام، وخاصة في منطقة البحيرات الكبرى في أفريقيا (زائير ورواندا)، وكذلك في أنغولا، ولكن نتائج تدخلاته كانت ضعيفة. ساهم نيلسون مانديلا في وساطات أخرى مثل تيمور الشرقية (1997) والسودان دون إحداث النتائج المرجوة.
في أول عملية عسكرية في مرحلة ما بعد الفصل العنصري، ارسل مانديلا قوات جنوب أفريقية للتدخل في ليسوتو في سبتمبر 1998 لحماية حكومة رئيس الوزراء باكاليثا موسيسيلي.

### العلاقات مع ليبيا
لم ينس نيلسون مانديلا أبدا تحية البلدان التي دعمت الكفاح ضد نظام الفصل العنصري مثل الجماهيرية الليبية وعلى رأسها العقيد معمر القذافي الذي يسميه «زعيم الأخلاقية»  أو «الأخ القائد»  ومنحه «وسام الرجاء الصالح» في عام 1997، وهو أعلى تكريم في البلاد. رد على الجهات التي كانت لا توافق على هذه الزيارات، مثل وزارة الخارجية الأمريكية، بأنهم «لا أخلاق لهم» و «هذا الرجل ساعدهم في وقت كنا وحدنا، ومن يقول بأننا لا يجب أن نكون هنا، ساعدوا العدو». وكانت أول زيارة خارجية لنيلسون مانديلا كرجل حر للعقيد الليبي في عام 1990. وكان العقيد أول من يزور مانديلا بعد انتخابه في عام 1994. وآخر رئيس دولة يستقبله في زيارة رسمية في نهاية فترة رئاسته في عام 1999.
تدخل الرئيس مانديلا عند القذافي احل مشكلة محاكمة الليبيين الاثنين المتهمين من الولايات المتحدة والمملكة المتحدة في قضية تفجير لوكربي التي سقط فيها 270 ضحية في عام 1988.
. وقد اختارت حكومات أميركا وبريطانيا والسعودية مانديلا. في عام 1992، اقترح مانديلا بطريقة غير رسمية على الرئيس جورج بوش الأب محاكمة الليبيين في بلد ثالث. وقبل بوش الاقتراح، وكذلك الرئيس الفرنسي فرنسوا ميتيران وملك إسبانيا خوان كارلوس الأول. في نوفمبر 1994، وبعد ستة أشهر من انتخابه، اقترح مانديلا بأن تستضيف جنوب أفريقيا هذه المحاكمة، ولكن رئيس الوزراء البريطاني جون ميجور رفض هذه الفكرة، قائلا إن حكومته لا تثق في المحكمة محكمة أجنبية. جدد مانديلا عرض الاقتراح على توني بلير في عام 1997. في نفس العام، في مؤتمر رؤساء حكومات الكومنولث في إدنبرة، حذر مانديلا قائلا «لا يمكن لأي دولة أن تكون مشتكية ومدعية وقاضية». تم التوصل إلى حل وسط بإجراء المحاكمة في هولندا وبدأ الرئيس مانديلا في مفاوضات مع العقيد القذافي لتسليم المتهمين المقرحي وفحيمة في أبريل 1999. في 31 يناير 2001، تمت تبرئة فحيمة ولكن أدين المقرحي وحكم عليه بالسجن بسبعة وعشرين عاما سجنا. زاره نيلسون مانديلا في يونيو 2002 وندد بظروف سجنه في حبس انفرادي. نقل المقرحي إلى سجن آخر ولم يعد يخضع للحبس الانفرادي
يعتقد المعاونون السابقون لمانديلا بغض النظر عن ولاء مانديلا الثابت لأولئك الذين ساعدوا حزب المؤتمر الوطني الأفريقي خلال نضاله ضد الفصل العنصري، فإن وسام الرجاء الصالح وسيلة لإظهار أن جنوب أفريقيا لديها دبلوماسية لا تقصي أي دولة، ولكن أساسا تكتيك سياسي من مانديلا لكسب ثقة القذافي والحصول منه على موافقة لبدء المفاوضات مع المجتمع الدولي لحل الصراع الناشئ عن تفجير الطائرة ورفع العقوبات الدولية عن ليبيا.

### العلاقات مع الولايات المتحدة
راهنت الولايات المتحدة على جنوب أفريقيا جديدة لبناء سياسة جديدة فعالة انطلاقا من جوهانسبرغ. اعتبرت البلاد كواحدة من الدول العشر ذات الأولوية في العالم، تلقى مساعدات ضخمة (16٪ من المساعدات الأمريكية لأفريقيا جنوب الصحراء الكبرى في عام 1997). شجعت وزارة الخارجية الأمريكية على تكوين نخبة سوداء جديدة. إذا كانت الزيارات المتكررة مانديلا ليبيا تزعج البيت الأبيض، فإنها رهنت في الواقع على المستقبل مع ثابو مبيكي، الزائر الدوري للعاصمة واشنطن.